# Alexander Szelig
Kai Alexander Szelig (Werdau, RDA, 6 de febrero de 1966) es un deportista alemán que compitió para la RDA en bobsleigh en la modalidad cuádruple.
Participó en cuatro Juegos Olímpicos de Invierno, obteniendo una medalla de oro en Lillehammer 1994, en la prueba cuádruple (junto con Harald Czudaj, Karsten Brannasch y Olaf Hampel), el octavo lugar en Calgary 1988, el sexto en Albertville 1992 y el octavo en Nagano 1998, en la misma prueba.
Ganó tres medallas en el Campeonato Mundial de Bobsleigh entre los años 1990 y 1995, y cinco medallas en el Campeonato Europeo de Bobsleigh entre los años 1992 y 2002.

## Palmarés internacional
| Representando a la RDA   |                            |                   |           |
| Campeonato Mundial       |                            |                   |           |
| Año                      | Lugar                      | Medalla           | Prueba    |
| 1990                     | Sankt Moritz (Suiza)       | Medalla de plata  | Cuádruple |
| Representando a Alemania |                            |                   |           |
| Juegos Olímpicos         |                            |                   |           |
| Año                      | Lugar                      | Medalla           | Prueba    |
| 1994                     | Lillehammer (Noruega)      | Medalla de oro    | Cuádruple |
| Campeonato Mundial       |                            |                   |           |
| Año                      | Lugar                      | Medalla           | Prueba    |
| 1991                     | Altenberg (Alemania)       | Medalla de bronce | Cuádruple |
| 1995                     | Winterberg (Alemania)      | Medalla de bronce | Cuádruple |
| Campeonato Europeo       |                            |                   |           |
| Año                      | Lugar                      | Medalla           | Prueba    |
| 1992                     | Königssee (Alemania)       | Medalla de oro    | Cuádruple |
| 1995                     | Altenberg (Alemania)       | Medalla de bronce | Cuádruple |
| 1998                     | Igls (Austria)             | Medalla de oro    | Cuádruple |
| 2001                     | Königssee (Alemania)       | Medalla de oro    | Cuádruple |
| 2002                     | Cortina d'Ampezzo (Italia) | Medalla de bronce | Cuádruple |